# Fino a qui tutto bene (film)
Fino a qui tutto bene è un film del 2014 diretto da Roan Johnson.

## Trama
L'ultimo weekend di cinque ragazzi che hanno studiato e vissuto a Pisa nella stessa casa, dove si sono consumati sughi scaduti e paste col nulla, lunghi scazzi, nottate sui libri e feste all'alba, invidie, gioie, spumanti, amori e dolori. Ma adesso quel tempo di vita così acerbo, divertente e protetto, sta per finire e dovranno assumersi le loro responsabilità. Prenderanno direzioni diverse, andando incontro a scelte che cambiano tutto. Chi rimanendo nella propria città, chi partendo per lavorare all'estero. Il racconto degli ultimi tre giorni di cinque amici che hanno condiviso il momento forse più bello della loro vita, di sicuro quello che non scorderanno mai.

## Produzione
Per finanziare il film è stata utilizzata una formula particolare: la realizzazione in partecipazione. Ossia nessuno degli attori e dei tecnici è stato pagato per il lavoro svolto, ma ad ognuna è stata assegnata una percentuale sugli incassi in sala. Se il film incasserà più di 250 mila euro per me sarà un successo perché vorrà dire che ognuno potrà essere pagato per il lavoro che ha fatto ha dichiarato il regista.

## Distribuzione
Il film è stato presentato alla nona edizione del Festival internazionale del film di Roma il 22 ottobre 2014 ed è poi uscito nei cinema italiani il 19 marzo 2015.

## Premi e riconoscimenti
- 2014 - Festival internazionale del film di Roma
  - Premio del Pubblico - Cinema Italia (Fiction)
- 2015  -  Festival del cinema di Porretta Terme
  - selezionato in concorso nella sezione Fuori dal giro